# Градска целина у Иригу
Градска целина представља непокретно културно добро као просторно културно-историјску целину старог језгра Ирига која је формирана од краја 18. до 20. века. У том периоду град је доживљавао успон као један од најважнијих трговачких центара у Војводини и највећи центар у Срему и Славонији.
Економски развој пратио је развој урбане матрице града са градитељским наслеђем које представља једно од боље сачуваних старих градских језгара. Градска архитектура концентрисана је у центру, а унутар саме целине поред Николајевске цркве, грађене између 1732. и 1740. године, валоризовано је четрдесетак појединачних објеката који захватају простор улица Маршала Тита (некадашњи Рибарски трг на коме се налазила велика иришка пијаца), Стевана Пузића, Лоле Рибара, ЈНА, Николе Тесле и Змај Јовине улице. Са стилским обележјима различитог порекла они се издвајају местом и значајем који имају у склопу целине као сасвим особена групација.
Конфигурација терена условила је спратност већег дела ових објеката. Једна од њихових главних карактеристика је обрада фасада, изведена мирније и елегантније него у другим градским целинама у Срему. Фасаде су орнаментисане са елементима различитих стилова: барока (богата орнаментика, биљни мотиви), класицизма (орнаментика биљних и геометријских мотива), еклектике (мешавина стилова) и сецесије. На једном броју појединачних грађевина у језгру извођени су конзерваторски радови у периоду 1999—2006. године.